# Cyanallagma angelae
Cyanallagma angelae là một loài chuồn chuồn kim trong họ Coenagrionidae.
Loài này được xếp vào nhóm loài thiếu dữ liệu trong sách Đỏ của IUCN năm 2007.
Cyanallagma angelae được miêu tả khoa học năm 2001 bởi Lencioni.